# Liste der kyrkliga Kulturminnen in Karlskrona (Gemeinde)
Diese Liste der kyrkliga Kulturminnen in Karlskrona (Gemeinde) zeigt die kirchlichen Kulturdenkmale (schwedisch kyrkliga Kulturminnen) der Gemeinde Karlskrona in der schwedischen Provinz Blekinge län mit den Ortschaften (schwedisch tätorter) Drottningskär, Fridlevstad, Fågelmara, Gängletorp, Hasslö, Holmsjö, Jämjö, Karlskrona, Kättilsmåla, Nättraby, Nävragöl, Rödeby, Spjutsbygd, Sturkö, Torhamn und Tving. Es werden die kirchlichen Kulturdenkmale aufgeführt, die auf dem nationalen Denkmalregister (schwedisch Bebyggelseregistret – BeBR) gelistet sind, welches weitere Informationen zu den registrierten Kirchendenkmälern enthält.

## Begriffserklärung
Kyrkliga kulturminnen (schwedisch für kirchliche Kulturdenkmale) sind in Schweden Bauwerke mit einer direkten Beziehung als religiöse Stätte oder einer religiösen Praxis. Im Gesetz über die kulturelle Umwelt ist festgelegt, dass der kulturelle und historische Wert, das Aussehen und der Charakter von Kirchengebäuden und -geländen erhalten bleiben müssen, insbesondere wenn sie vor 1940 gebaut oder angelegt wurden. Als kyrkliga Kulturminnen zählen u. a. Kirchengebäude und benachbarte Friedhöfe, Kirchhöfe und andere religiöse Stätten, welche dauerhaft oder vollständig in religiöse Praxis einbezogen sind; dabei können Teile dieser Denkmale auch als Einzeldenkmal unter Byggnadsminnen (schwedisch für Baudenkmale) oder ehemalige und verlassene Teile unter Fornminnen (schwedisch für alte/antike Denkmale oder archäologische Funde) registriert sein.

## Legende

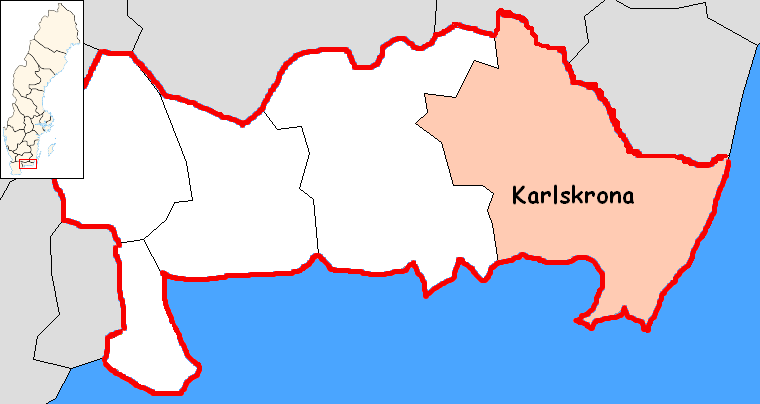
Lage der Gemeinde Karlskrona

| ID           | = | ID.Nr. des Denkmalregisters (BeBR) im „Swedish National Heritage Board“ (Riksantikvarieämbetet (RAÄ)) |
| Lage         | = | Adresse, Flurstück und Koordinatenangabe des Standorts                                                |
| Bezeichnung  | = | Bezeichnung/Name des Kirchenbauwerks/der religiösen Stätte in Landessprache (schwedisch)              |
| Beschreibung | = | deutscher Name (Funktion/Baujahr, wenn bekannt) sowie eine kurze Beschreibung des Objekts             |
| Bild         | = | Bild des Objekts sowie Verweis auf weitere Bilder                                                     |

## Gemeinde Karlskrona
| ID             | Lage                                                          | Bezeichnung         | Beschreibung | Bild           |
| -------------- | ------------------------------------------------------------- | ------------------- | --- | -------------- |
| 21300000003497 | Gåraviksvägen 9 370 22 Drottningskär (Aspö 1:55) (Karte)      | Aspö kyrka          | Kirche Aspö (Kirche, 1891 und alter Friedhof, um 1710) Die heutige Kirche von Aspö befindet sich im Westteil der Insel und wurde im neugotischen Stil aus Backstein erbaut und 1891 eingeweiht. Sie besteht aus einem Langhaus, einem Chor im Westen und einem Turm im Osten, zum 100-jährigen Jubiläum wurde die Kirche renoviert und die Farben, der Altarraum und die Kanzel wiederhergestellt. Der heutige Friedhof befindet sich ca. 200 m südöstlich des Gebäudes und wurde erst Anfang des 20. Jh. angelegt, der alte Friedhof befindet sich ca. 3 km entfernt im Osten der Insel am Aspösund. Dieses ursprünglich zu Beginn des 18. Jh. als Pestfriedhof Aspö 9:1 ( / L1979:4854) genutzte Areal liegt etwas versteckt am Ostufer nördlich der „Festung Drottningskär“ und wird auch heute noch genutzt. | Weitere Bilder |
| 21300000003501 | Fjärdsjömåla 370 30 Rödeby (Fjärdsjömåla 1:48) (Karte)        | Flymens kyrka       | Kirche Flymen (Kirche mit Friedhof, 1907) bitte Beschreibung ergänzen | Weitere Bilder |
| 21300000003503 | Bagers väg 5 373 36 Rödeby (Fridlevstad 6:10) (Karte)         | Fridlevstads kyrka  | Kirche Fridlevstad (Kirche mit Friedhof, 13. Jh.) bitte Beschreibung ergänzen | Weitere Bilder |
| 21300000003507 | Södra Hornsvägen 55 370 23 Hasslö (Hasslö 4:258) (Karte)      | Hasslö kyrka        | Kirche Hasslö (Kirche mit Friedhof, 1890) bitte Beschreibung ergänzen | Weitere Bilder |
| 21300000003509 | Kyrkvägen 373 00 Jämjö (Jämjö kyrka 1:1) (Karte)              | Jämjö kyrka         | Kirche Jämjö (Kirche mit Friedhof, 1820-1826) bitte Beschreibung ergänzen | Weitere Bilder |
| 21300000003510 | Stortorget 371 32 Karlskrona (Bonde *11) (Karte)              | Trefaldighetskyrkan | Dreifaltigkeitskirche Karlskrona (Kirche mit Friedhof, 1697-1709) (auch als schwedisch Trefaldighetskyrkan bekannt) bitte Beschreibung ergänzen | Weitere Bilder |
| 21300000003513 | Möllehall 370 45 Fågelmara (Möllehall 1:11) (Karte)           | Avaskärs kapell     | Grabkapelle Avaskär (Grabkapelle mit Friedhof, 1934) bitte Beschreibung ergänzen | Weitere Bilder |
| 21300000003514 | Storgatan 5 370 45 Fågelmara (Kristianopel 10:45) (Karte)     | Kristianopels kyrka | Kirche Kristianopel (Kirche mit Friedhof, 1618-1624) (auch als schwedisch Heliga Trefaldighetskyrkan bekannt) bitte Beschreibung ergänzen | Weitere Bilder |
| 21300000003515 | Riksvägen 46 371 62 Lyckeby (Lösen 7:2) (Karte)               | Lösens kyrka        | Kirche Lösen (Kirche mit Friedhof, 1860) bitte Beschreibung ergänzen | Weitere Bilder |
| 21300000003516 | Kyrkvägen 370 24 Nättraby (Nättraby 5:26) (Karte)             | Nättraby kyrka      | Kirche Nättraby (Kirche mit Friedhof, 12. Jh.) bitte Beschreibung ergänzen | Weitere Bilder |
| 21300000003517 | Hejetorpsvägen 373 02 Ramdala (Ramdala 34:1) (Karte)          | Ramdala kyrka       | Kirche Ramdala (Kirche mit Friedhof, 12. Jh.) bitte Beschreibung ergänzen | Weitere Bilder |
| 21300000003520 | Stationsvägen 38 373 42 Rödeby (Östra Rödeby 3:1) (Karte)     | Rödeby kyrka        | Kirche Rödeby (Kirche mit Friedhof, 1877) bitte Beschreibung ergänzen | Weitere Bilder |
| 21300000003521 | Bakareboda 370 34 Holmsjö (Bakareboda 1:108) (Karte)          | Sillhövda kyrka     | Kirche Sillhövda (Kirche mit Friedhof, 1945) bitte Beschreibung ergänzen | Weitere Bilder |
| 21300000003522 | Kyrkvägen 370 43 Sturkö (Uttorp S:5) (Karte)                  | Sturkö kyrka        | Kirche Sturkö (Kirche mit Friedhof, 1878) bitte Beschreibung ergänzen | Weitere Bilder |
| 21300000003523 | Norra Tjurkövägen 23 370 44 Sturkö (Tjurkö 1:21) (Karte)      | Tjurkö kyrka        | Kirche Tjurkö (Kirche mit Friedhof, 1876) bitte Beschreibung ergänzen | Weitere Bilder |
| 21300000003524 | Jämjövägen 370 42 Torhamn (Torhamn 5:30) (Karte)              | Torhamns kyrka      | Kirche Torhamn (Kirche mit Friedhof, 1885) bitte Beschreibung ergänzen | Weitere Bilder |
| 21300000003527 | Kyrkallén 2 373 36 Rödeby (Tving 4:8) (Karte)                 | Tvings kyrka        | Kirche Tving (Kirche mit Friedhof, 1843) Die vormals mittelalterliche Kirche am gleichen Standort in Tving wurde um 1841 abgerissen und an ihrer Stelle 1843 die heutige neoklassizistische Kirche gebaut. Sie besteht aus einem rechteckigen Kirchenschiff, einer Sakristei im Osten und einem Turm (mit Granitfassade und Kuppeldach) im Westen. Die Seiteneingänge sind monumentale Portale mit dorischen Säulen und halbrunden Fenstern und der Kirchenraum ist ein hölzernes Tonnengewölbe mit einem Altarbild an der Ostwand. Die Kirche misst etwa 60 m Länge, hat eine weiße Putzfassade mit großen Rundbogenfenstern und einem flachen Satteldach. Die Kirche wird im Norden und Süden von einem Friedhof umgeben, welcher von einer grauen Steinmauer eingefasst ist.                                  | Weitere Bilder |
| 21300000003782 | Östra Augurumsvägen 371 92 Karlskrona (Augerum 13:22) (Karte) | Augerums kyrka      | Kirche Augerum (Kirche mit Friedhof, 1822) bitte Beschreibung ergänzen | Weitere Bilder |
| 21300000004812 | Stortorget 3 371 31 Karlskrona (Karlskrona 4:43) (Karte)      | Fredrikskyrkan      | Friedrichskirche Karlskrona (Kirche, 1720-1744) bitte Beschreibung ergänzen | Weitere Bilder |
| 21300000010849 | Sunnadalsvägen 371 44 Karlskrona (Karlskrona 6:45) (Karte)    | Kungsmarkskyrkan    | Kirche Kungsmarken (Kirche mit Gemeindehaus, 1975) bitte Beschreibung ergänzen | Weitere Bilder |
| 21300000010850 | Salebodavägen 46 370 34 Holmsjö (Saleboda 1:101) (Karte)      | Saleboda kapell     | Kirche Saleboda (Kirche mit Friedhof, 1944) bitte Beschreibung ergänzen | Weitere Bilder |
| 21300000014137 | Skomakaregatan 31 371 36 Karlskrona (Dockan 25) (Karte)       | Emanuelskyrkan      | Emanuelskirche Karlskrona (Kirche, 1870) bitte Beschreibung ergänzen | Weitere Bilder |